# Belfegor – upiór Luwru
Belfegor – upiór Luwru (franc. Belphégor – Le fantôme du Louvre, tytuły alternatywne: Belphegor – Ghost of the Louvre, Belphegor – Curse of the mummy) – francuski thriller przygodowy wyprodukowany w latach 2000–2001. Jest oparty na powieści Arthura Bernède pod tytułem Belfegor.

## Fabuła
W 1935 grupa naukowców zabiera z Egiptu grób z mumią do Paryża. Nad wyprawą ciąży jednak fatum, wszyscy uczestnicy giną. Skarb ze starożytnego Egiptu trafia do magazynów Luwru. Po wielu latach, egiptolog Glenda Spender (Julie Christie) bada mumię. Zaczynają dziać się dziwne rzeczy, szaleją kamery bezpieczeństwa, następują spięcia elektryczności. Według Glendy Spender mumię opuścił zły duch Belfegor. Zjawa wkrada się też w ciało Lisy, młodej kobiety (Sophie Marceau). Sprawę tę bada emerytowany inspektor policji Verlac (Michel Serrault), który w przeszłości zetknął się z upiorem. Pomaga mu w tym zakochany w Lisie elektryk (Frédéric Diefenthal).   

## Obsada
- Sophie Marceau – Lisa/Belfegor
- Michel Serrault – inspektor Verlac
- Frédéric Diefenthal – Martin
- Julie Christie – Glenda Spender
- Jean-François Balmer – dyrektor muzeum Bertrand Faussier
- Juliette Gréco – kobieta na cmentarzu